# Итанцинский острог
Ита́нцинский острог — фортификационное сооружение (острог), построенное в 1679 году в устье реки Ита́нцы (правый приток Селенги) на месте современного села Острог Прибайкальского района Бурятии.

## История
Острог был построен на месте уже существовавшего зимовья. Впервые на реку Итанцу проник Афанасий Пашков в 1653 году. Местность вокруг зимовья была населена «братскими людьми», ранее ушедшими в Монголию, которые затем вернулись с разрешения нерчинского воеводы П. Я. Шульгина. Итанцинский острог выполнял роль дозорного сторожевого поста и ведал сбором ясака.
Ясачные тунгусы в 1663 году били челом в Баргузинском остроге, прося помощи и защиты от набегов монгольских ханов с юга. В результате были построены Итанцинский, Ильинский остроги и Свято-Троицкий Селенгинский монастырь.
Острог состоял из крепостных стен и надворной башни. Стены длиной 14 саженей. Над воротами была построена проезжая башня, которая также использовалась как часовня. Первая церковь возведена в 1689 году. По углам крепости стояли боевые башни.
В 1686 году по пути в Нерчинск здесь был с инспекцией полномочный российский посол Фёдор Головин. Для перевозки из Удинска в Нерчинск посольства Головина итанцинские ясачные буряты добровольно предоставили 230 лошадей и 10 верблюдов. После подписания в 1689 году Нерчинского договора с Китаем необходимость в содержании целого ряда забайкальских острогов отпала. С этого времени Итанцинский острог функционировал как административный центр.
В 1699 году гарнизон Итанцинского острога состоял из 18 казаков. В 1701 году к острогу были поселены оброчные крестьяне.
21 марта 1701 года последовало распоряжение о строительстве нового острога. К 1736 году крепость увеличилась в размерах — 25 саженей с востока на запад, в ширину — 20 и высотой 2 сажени. Здесь располагались судная изба с амбарами, куда свозили оброчный и другой крестьянский хлеб, собиравшийся воеводской канцелярией. Вооружение гарнизона состояло из 60 самопалов. Ворота располагались на восточной стороне. За острогом были выстроены Спасская церковь, двор приказчика и 11 обывательских дворов.
В Итанцинский острог инородцы платили ясак вплоть до 1703 года. 22 марта 1703 года указом Петра I, после обращения с челобитной к царю, хоринские буряты были выведены из подчинения Итанцинскому острогу и переданы в ведение Еравнинского острога. По сообщению Г. Ф. Миллера, ясак Итанцинскому острогу платили 11 бурятских родов численностью 1751 человек.
Академик Г. Ф. Миллер в путевых описаниях, относящихся к 1735 — 1739 годам, писал о поселении: «Этот острог, который вначале некоторое время имел название зимовья, был построен в 1679 году, такого же образца и величины как Еравна и Телембинск, но со временем был расширен до 25 саженей в длину и 20 саженей в ширину (54х43 метра). Со стороны, противоположной реке, посередине одной стены острога имеются ворота, а над ними башня. Внутри острога есть судная изба с амбарами, а вне острога церковь Спаса нерукотворного образа и 12 дворов жителей».
Земли вдоль реки Селенги распределялись из Москвы, поэтому русские поселенцы стали расселяться по реке Итанце. В начале XVIII века в трех верстах от острога была построена мельница. К острогу были приписаны 22 деревни вдоль реки на расстоянии 50-60 вёрст. К 1772 году население этих деревень состояло из 371 человека. В 1775 году ясачных людей за острогом уже не числилось. Посадского населения насчитывалось 50 человек, а приписных крестьян 133.
Позднее Итанцинский острог назывался Острожным селением, а к началу XX века стал селом Острог, в настоящее время имеющим 46 домов и 91 жителя. В этом селе в начале XX века отбывали ссылку и похоронены родители классика советской литературы Ф. В. Гладкова.

## Спасская церковь
В 1706 году в Итанцинском остроге была построена церковь Спаса нерукотворного образа. К 1736 году она обветшала, и прихожане подали прошение Иркутскому и Нерчинскому епископу о строительстве новой церкви во имя Святителя Николая Чудотворца. 17 февраля 1736 года было получено разрешение на постройку нового храма во имя Всемилостливого Спаса с приделом Николая Чудотворца. Новая церковь была освящена 28 октября 1738 года.
В 1754 году прихожане просили Иркутского и Нерчинского епископа о переносе церкви на более высокое место по причине половодий на Селенге. Указ о переносе церкви был выдан 4 октября 1754 год. На месте, где она стояла образовалась протока реки, которую называют Спасской. За протокой находится Спасский остров.
В 1780-е годы церковь уже сильно обветшала. К тому времени население Острожного села сильно сократилось, и для строительства новой церкви было выбрано село Турунтаево в среднем течении Итанцы.
Указ на строительство новой Спасской церкви в Турунтаево был дан Иркутской духовной консисторией 19 марта 1787 года. Возведение храма началось 10 июня 1791 года под руководством мастера Феодула Ежакова. Строительство церкви продолжалось почти 30 лет и завершилось в 1818 году. Указом из Верхнеудинского Духовного Управления от 2 июля 1800 года было разрешено перенести иконостас старой верхней деревянной Никольской церкви Итанцинского острога в каменный Никольский придел Турунтаевской церкви.
Церковь ремонтировалась в 1829 и 1913 годах. В 1939 году церковь была закрыта. Приход был вновь зарегистрирован 13 июня 1995 года.
В деревне Батурино одновременно строилась Сретенская церковь для жителей, приписанных к Итанцинскому острогу. Её строительство завершилось в 1815 году.
Строительство Спасской церкви в Турунтаево привело к тому, что селение стало в XIX веке волостным селом, а Итанцинский острог окончательно захирел.